# Plaça de l'Àngel (la Pobla de Claramunt)
La Plaça de l'Àngel és una plaça de la Pobla de Claramunt (Anoia). Almenys dels dels edificis de la plaça formen part de l'Inventari del Patrimoni Arquitectònic de Catalunya.

## Número 1
La casa al número 1 forma part de l'Inventari del Patrimoni Arquitectònic de Catalunya. D'aquesta casa en destaca la seva façana i l'estructura molt alta i poc ample. Consta de planta baixa, un pis (finestra i balcó) i un altre pis (balcó) al qual se li superposa un altre amb estructura de galeria de la qual són destacables el conjunt de tres finestres dobles amb arc de triangle on s'ha utilitzat el maó. És interessant l'acabament de la façana i els dues finestres hexagonals de dalt de tot, només decoratives.
La casa està arrebossada, el color és ocre i les cantoneres, així com els envans de la galeria i finestres superiors estan remarcades amb maó vist.

## Casa a la cantonada amb el carrer del Sol

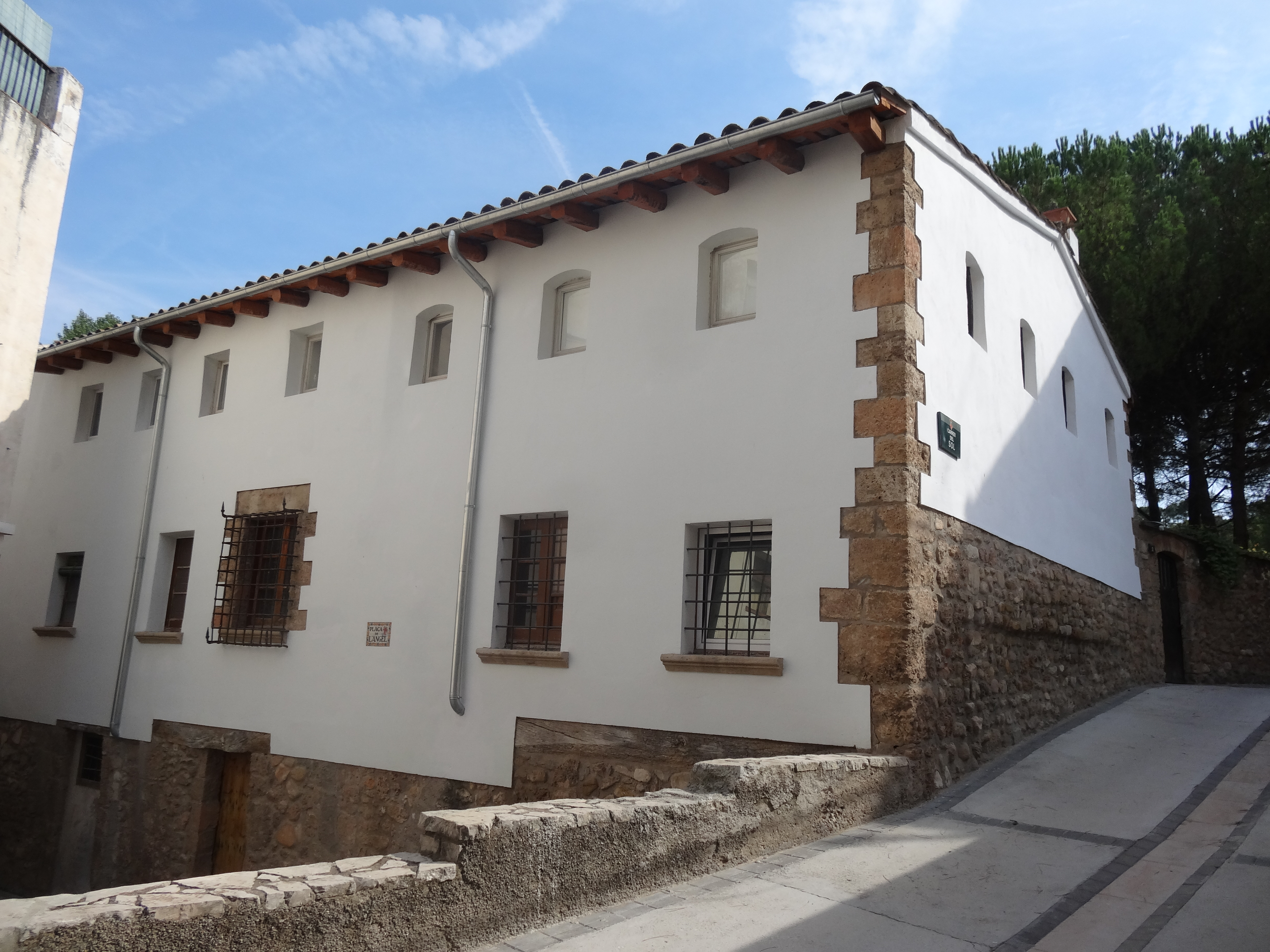
Casa a la Plaça de l'Àngel - Carrer del Sol

L'edifici que fa cantonada entre la 'Plaça de l'Àngel i el carrer del Sol forma part de l'Inventari del Patrimoni Arquitectònic de Catalunya. És una casa de planta rectangular construïda en desnivell i que té l'entrada principal situada a la part del pati. La coberta és a dues vessants i forma un ràfec, sobretot als costats llargs.
El portal d'entrada principal és de mig punt, dovellat. Un altre porta dona al carrer i està situada en un dels costats llargs. Als costats curts hi ha 4 i 3 finestres respectivament, i als llargs 7 i 8 respectivament a la segona planta. Les finestres d'aquesta segona planta porten dues reixes que són dos tronquets, només a la façana principal i lateral.
Les parets llargues són lleugerament bombades i la façana, menys algun sector de la part baixa, ha estat arrebossada deixant veure només les pecres ben escairades que reforcen els angles.